# Hyles annei
Hyles annei is een vlinder uit de familie van de pijlstaarten (Sphingidae). De wetenschappelijke naam van de soort werd in 1839 gepubliceerd door Guerin-Meneville.